# Transformada fracional de Fourier
Em matemática a transformada fracional de Fourier (FRFT, do inglês fractional Fourier transform) é uma transformada integral que pode ser considerada uma generalização da transformada de Fourier multidimensional, baseada nas conhecidas propriedades de "rotação" desta última. Em notação de operadores, para maior concisão, pode-se escrever
{\displaystyle {\mathcal {F}}_{n}\cdot {\mathcal {F}}_{n}\{f(t)\}\;=\;f(-t)\qquad e\qquad {\mathcal {F}}_{n}\cdot {\mathcal {F}}_{n}\cdot {\mathcal {F}}_{n}\cdot {\mathcal {F}}_{n}\{f(t)\}\;=\;f(t)\qquad (1a)}
onde {\displaystyle {\mathcal {F}}_{n}} denota a transformada de Fourier de dimensão n, onde n é um inteiro. Em duas dimensões, as equações acima possuem uma interpretação geométrica simples: a aplicação da transformada de Fourier (bidimensional) duas vezes consecutivas equivale a uma rotação de 180°. Tal interpretação permite afirmar que a aplicação da transformada de Fourier equivale a uma rotação de 90° e, além disso, permite generalizar a transformação de forma a obter-se uma rotação por um ângulo qualquer.
A transformada fracional de Fourier em uma dimensão é denotada por {\displaystyle {\mathcal {F}}^{a}}, onde a é um número real. Para a = 1, a FRFT se reduz à transformada de Fourier usual; para valores inteiros maiores que 1, ela equivale à aplicação sucessiva da transformada de Fourier; para a = 0, ela equivale a uma identidade; para a = -1, ela equivale à transformada de Fourier inversa, e assim por diante. A transformada será uma função não apenas da variável ω, mas também de a.
A transformação fracional não é apenas um artifício matemático. Existem situações, em Óptica, por exemplo, em que uma transformação fracional corresponde exatamente ao processo físico (ver exemplo abaixo). Uma propriedade notável da transformação é que a passagem do domínio do tempo ao domínio da frequência deixa de ser abrupta e passa a ser gradual.
A FRFT foi proposta por Victor Namias em 1980, sofreu aperfeiçoamentos durante a década e cresceu em popularidade a partir de 1990. A ideia parece ter ocorrido primeiro a Norbert Wiener, em 1929. Entre as aplicações bem sucedidas até o momento, contam-se a solução da equação de Schroedinger e de outras equações diferenciais de segunda ordem, além de problemas selecionados em Óptica e em Análise de sinais. A transformada fracional de Fourier pode também ser relacionada com a distribuição de Wigner, uma ferramenta importante na análise de sinais não-estacionários.
Uma versão discreta também foi definida, para uso em processamento digital, a transformada fracional discreta de Fourier.

## Definições

### Transformada unidimensional
A transformada fracional de Fourier em uma dimensão é definida pela equação
{\displaystyle {\mathcal {F}}^{a}\{f(t)\}\;=\;F(a,\omega )\;=\;e^{{\frac {\pi }{4}}(1-a)}\cdot \csc \left({\frac {a\pi }{2}}\right)\cdot \int _{-\infty }^{\infty }f(t)\cdot e^{-i\;\csc \left({\frac {a\pi }{2}}\right)\cdot \left[\omega t\;-\;{\frac {t^{2}+\omega ^{2}}{2}}\cdot \cos \left({\frac {a\pi }{2}}\right)\right]}\;dt\qquad |\;a\in {\mathcal {R}},0\;\leq \;a\;\leq \;1\qquad (2a)}
É possível escrever uma expressão válida para qualquer a, mas é mais simples usar (2a) e aplicar as propriedades da FRFT para obter F(a, ω) para tais valores. Também é possível usar a forma alternativa da transformada, na variável angular α
{\displaystyle {\mathcal {F}}^{\alpha }\{f(t)\}\;=\;F(\alpha ,\omega )\;=\;e^{\left({\frac {\pi }{4}}-{\frac {\alpha }{2}}\right)}\cdot \csc(\alpha )\cdot \int _{-\infty }^{\infty }f(t)\cdot e^{-i\;\csc(\alpha )\cdot \left[\omega t\;-\;{\frac {t^{2}+\omega ^{2}}{2}}\cdot \cos(\alpha )\right]}\;dt\qquad |\;\alpha \in {\mathcal {R}},0\;\leq \;\alpha \;\leq \;{\frac {\pi }{2}}\qquad (2b)}
A transformada inversa é obtida através das mesmas expressões, com a troca do sinal do parâmetro (a ou α) e a troca das variáveis t e ω uma pela outra (ver exemplo).

### Condições de existência
Uma condição suficiente, mas não necessária, para que uma função f(t) possua transformada fracional de Fourier é que ela e suas derivadas sejam limitadas de acordo com
{\displaystyle |t^{m}\cdot f^{n}(t)|\;<\;A\qquad |\;n,m\in {\mathcal {Z}},\;n,m\;\geq \;0\;\land \;A\in {\mathcal {R}}\qquad (1b)}

## Propriedades

### Compatibilidade com a transformada de Fourier
{\displaystyle \left.{\frac {}{}}{\mathcal {F}}^{a}\right|_{a=1}\;=\;{\mathcal {F}}\qquad \land \qquad \left.{\frac {}{}}{\mathcal {F}}^{a}\right|_{a=-1}\;=\;{\mathcal {F}}^{-1}\qquad (3a)}

### Aditividade
{\displaystyle {\mathcal {F}}^{a}\cdot {\mathcal {F}}^{b}\;=\;{\mathcal {F}}^{a+b}\qquad (3b)}

### Comutatividade
{\displaystyle {\mathcal {F}}^{a}\cdot {\mathcal {F}}^{b}\;=\;{\mathcal {F}}^{b}\cdot {\mathcal {F}}^{a}\qquad (3c)}

### Nulipotência
{\displaystyle \left.{\frac {}{}}{\mathcal {F}}^{a}\right|_{a=0}\;=\;{\mathcal {I}}\qquad (3d)}

### Deslocamento dos eixos
{\displaystyle {\mathcal {F}}^{a}\{f(t\;-\;b)\}\;=\;e^{-ib\sin \left({\frac {a\pi }{2}}\right)\left[\omega -{\frac {b}{2}}\cos \left({\frac {a\pi }{2}}\right)\right]}\cdot F\left(a,\omega \;-\;b\cos \left({\frac {a\pi }{2}}\right)\right)\qquad (3e)}
{\displaystyle {\mathcal {F}}^{a}\{e^{-ibt}\cdot f(t)\}\;=\;e^{-ib\cos \left({\frac {a\pi }{2}}\right)\left[\omega -{\frac {b}{2}}\sin \left({\frac {a\pi }{2}}\right)\right]}\cdot F\left(a,\omega \;-\;b\sin \left({\frac {a\pi }{2}}\right)\right)\qquad (3f)}

### Derivadas
Para n inteiro positivo
{\displaystyle {\mathcal {F}}^{a}\left\{{\frac {d^{n}}{dt^{n}}}\;f(t)\right\}\;=\;\left[i\omega \cdot \sin \left({\frac {a\pi }{2}}\right)\;+\;\cos \left({\frac {a\pi }{2}}\right)\cdot {\frac {d}{d\omega }}\right]^{n}F(a,\omega )\qquad (3g)}
{\displaystyle {\mathcal {F}}^{a}\left\{t^{n}\cdot f(t)\right\}\;=\;-\left[\omega \cdot \cos \left({\frac {a\pi }{2}}\right)\;+\;i\;\sin \left({\frac {a\pi }{2}}\right)\cdot {\frac {d}{d\omega }}\right]^{n}F(a,\omega )\qquad (3h)}
{\displaystyle {\mathcal {F}}^{a}\left\{x\cdot {\frac {d^{n}}{dt^{n}}}\;f(t)\right\}\;=\;-\left(\left[\sin \left({\frac {a\pi }{2}}\right)\;+\;i\omega ^{2}\cdot \cos \left({\frac {a\pi }{2}}\right)\right]\cdot \sin \left({\frac {a\pi }{2}}\right)\;+\;\omega \cdot \cos(a\pi )\cdot {\frac {d}{d\omega }}\;+\;{\frac {i}{2}}\sin(a\pi )\cdot {\frac {d^{2}}{d\omega ^{2}}}\right)^{n}F(a,\omega )\qquad (3i)}

### Convolução
{\displaystyle {\mathcal {F}}^{a}\{f(t)\;*^{a}\;g(t)\}\;=\;e^{-i{\frac {t^{2}}{2}}\cdot \cot \left({\frac {a\pi }{2}}\right)}\cdot F(a,\omega )\cdot G(a,\omega )\qquad (3j)}
onde *a denota a convolução fracionária.

## Interpretação física

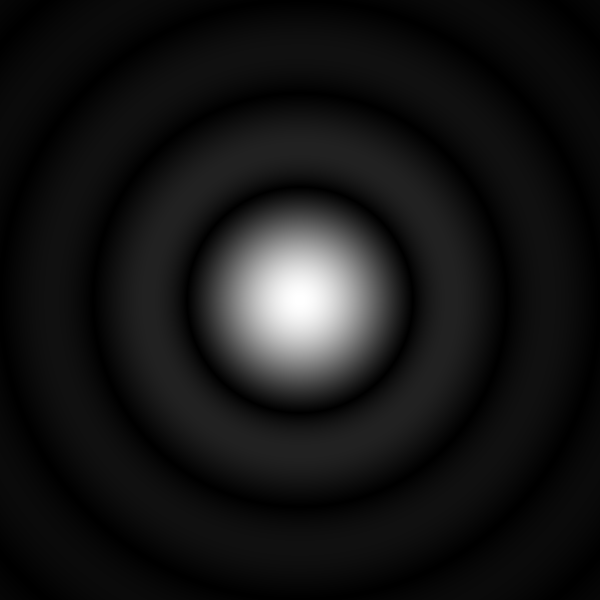
A difração de uma onda plana por um orifício produz uma imagem relacionada à transformada de Fourier da onda original.

O fenômeno da difração de Fraunhofer propicia uma interpretação direta da transformada fracional de Fourier. Uma onda plana de luz que atravessa um orifício e em seguida é focalizada por uma lente convergente comum produz uma imagem G(ω,η), em um plano situado a uma distância f, onde f é a distância focal da lente, que é a transformada de Fourier (bidimensional) da imagem original g(x,y). Algumas situações que podem ser exploradas são as seguintes:
- Se um anteparo é colocado a uma distância menor que f, a imagem nele formada será a transformada fracional de Fourier, com a = ½;
- Se a lente única é substituída por um conjunto de lentes com diferentes distâncias focais, a transformada fracional de Fourier pode ser usada para descrever a ação separada de cada uma delas, um valor diferente de a caracterizando cada lente, e também a do conjunto;
- Se a lente única for construída com um material cujo índice de refração diminui com a distância, a transformada fracional de Fourier pode ser usada para descrever a onda resultante em cada ponto no interior da mesma, sendo a lente caracterizada por um determinado valor de a.[1][3]

## Exemplos de aplicação

### Solução de equação diferencial
A FRFT possui, sobre a transformada de Fourier, a vantagem do parâmetro a ou α adicional, que pode ser escolhido de forma a ajustar a transformação a um dado problema. Seja a equação não-linear de segunda ordem
{\displaystyle {\frac {d^{2}}{dt^{2}}}\;f(t)\;+\;bt^{2}\cdot f(t)\;=\;0}
Aplicando a transformada fracional de Fourier na variável α, de acordo com as propriedades (3g) e (3h), teremos
{\displaystyle \left[\left(\left[\cos ^{2}(\alpha )\;-\;b\sin ^{2}(\alpha )\right]\cdot {\frac {d^{2}}{d\omega ^{2}}}\right)F(\alpha ,\omega )\right]\;+\;\left[\left(i[1\;+\;b]\cdot \omega \cdot \sin(2\alpha )\cdot {\frac {d}{d\omega }}\right)F(\alpha ,\omega )\right]\;+\;}
 {\displaystyle \left[\left(\omega ^{2}\cdot \left[b\cos ^{2}(\alpha )\;-\;\sin ^{2}(\alpha )\right]\;-\;i{\frac {1\;+\;b}{2}}\cdot \sin(2\alpha )\right)\cdot F(\alpha ,\omega )\right]\;=\;0}
Escolhendo {\displaystyle \alpha \;=\;\arctan \left({\frac {1}{\sqrt {b}}}\right)} de forma a eliminar o primeiro termo, teremos b = cot2(α) e, simplificando, teremos
{\displaystyle \left(i[1\;+\;\cot ^{2}(\alpha )]\cdot \omega \cdot \sin(2\alpha )\cdot {\frac {d}{d\omega }}\right)F(b,\omega )\;=\;-\;\left(\omega ^{2}\cdot \left[\cot ^{2}(\alpha )\cos ^{2}(\alpha )\;-\;\sin ^{2}(\alpha )\right]\;-\;i{\frac {1\;+\;\cot ^{2}(\alpha )}{2}}\cdot \sin(2\alpha )\right)\cdot F(b,\omega )}
{\displaystyle \left(i\csc ^{2}(\alpha )\cdot \omega \cdot \sin(2\alpha )\cdot {\frac {d}{d\omega }}\right)F(b,\omega )\;=\;-\;\left(\omega ^{2}\cdot {\frac {\cos ^{4}(\alpha )\;-\;\sin ^{4}(\alpha )}{\sin ^{2}(\alpha )}}\;-\;i{\frac {\csc ^{2}(\alpha )}{2}}\cdot \sin(2\alpha )\right)\cdot F(b,\omega )}
{\displaystyle \left(i2\omega \cdot \cot(\alpha )\cdot {\frac {d}{d\omega }}\right)F(b,\omega )\;=\;-\;\left(\omega ^{2}\cdot {\frac {\cos ^{2}(\alpha )\;-\ \sin ^{2}(\alpha )}{\sin ^{2}(\alpha )}}\;-\;i\cot(\alpha )\right)\cdot F(b,\omega )}
{\displaystyle i2{\sqrt {b}}\;\omega \cdot {\frac {dF(b,\omega )}{d\omega }}\;=\;-\;\left(\omega ^{2}\cdot [b\;-\ 1]\;-\;i{\sqrt {b}}\right)\cdot F(b,\omega )}
Separando variáveis e integrando, teremos
{\displaystyle {\frac {dF(b,\omega )}{F(b,\omega )}}\;=\;-\;{\frac {\omega ^{2}\cdot [b\;-\ 1]\;-\;i{\sqrt {b}}}{i2{\sqrt {b}}\;\omega }}\;d\omega \;=\;\left[{\frac {i\omega \cdot [b^{2}\;-\ 1]}{2{\sqrt {b}}}}\;+\;{\frac {1}{2\omega }}\right]\;d\omega }
{\displaystyle \ln \left(F(b,\omega )\right)\;=\;{\frac {i\omega ^{2}\cdot [b\;-\ 1]}{4{\sqrt {b}}}}\;+\;{\frac {\ln(\omega )}{2}}\;+\;A_{1}}
onde A1 é uma constante. Assim
{\displaystyle F(b,\omega )\;=\;A_{2}{\sqrt {\omega }}\cdot e^{\frac {i\omega ^{2}\cdot [b-1]}{4{\sqrt {b}}}}}
{\displaystyle F(\alpha ,\omega )\;=\;A_{2}{\sqrt {\omega }}\cdot e^{\frac {i\omega ^{2}\cdot [\cot ^{2}(\alpha )-1]}{4\cot(\alpha )}}}
onde A2 é uma constante. Aplicando a transformação inversa
{\displaystyle f(t)\;=\;{\mathcal {F}}^{-\alpha }\{F(\alpha ,\omega )\}\;=\;e^{\left({\frac {\pi }{4}}+{\frac {\alpha }{2}}\right)}\cdot \csc(-\alpha )\cdot \int _{-\infty }^{\infty }A_{2}{\sqrt {\omega }}\cdot e^{\frac {i\omega ^{2}\cdot [\cot ^{2}(\alpha )-1]}{4\cot(\alpha )}}\cdot e^{-i\;\csc(-\alpha )\cdot \left[t\omega -{\frac {\omega ^{2}+t^{2}}{2}}\cdot \cos(-\alpha )\right]}\;d\omega \qquad |\;\alpha \;=\;\arctan \left({\frac {1}{\sqrt {b}}}\right)}
{\displaystyle f(t)\;=\;A_{3}e^{-{\frac {it^{2}\cot(\alpha )}{2}}}\int _{-\infty }^{\infty }{\sqrt {\omega }}\cdot e^{{\frac {i\omega ^{2}\cdot \cot(\alpha )}{4}}-{\frac {i\omega ^{2}\cdot \tan(\alpha )}{4}}+it\omega {\sqrt {\csc ^{2}(\alpha )}}-{\frac {i\omega ^{2}\cot(\alpha )}{2}}}\;d\omega \qquad |\;\alpha \;=\;\arctan \left({\frac {1}{\sqrt {b}}}\right)}
{\displaystyle f(t)\;=\;A_{3}e^{-{\frac {it^{2}\cot(\alpha )}{2}}}\int _{-\infty }^{\infty }{\sqrt {\omega }}\cdot e^{-{\frac {i\omega ^{2}\cdot \cot(\alpha )}{4}}-{\frac {i\omega ^{2}\cdot \tan(\alpha )}{4}}+it\omega {\sqrt {\cot ^{2}(\alpha )+1}}}\;d\omega \qquad |\;\alpha \;=\;\arctan \left({\frac {1}{\sqrt {b}}}\right)}
{\displaystyle f(t)\;=\;A_{3}e^{-{\frac {it^{2}\cdot {\sqrt {b}}}{2}}}\int _{-\infty }^{\infty }{\sqrt {\omega }}\cdot e^{-{\frac {i\omega ^{2}\cdot {\sqrt {b}}}{4}}-{\frac {i\omega ^{2}}{4{\sqrt {b}}}}+it\omega {\sqrt {b+1}}}\;d\omega }
onde A3 é uma outra constante. Simplificando, obtém-se
{\displaystyle f(t)\;=\;A_{3}e^{-{\frac {it^{2}\cdot {\sqrt {b}}}{2}}}\int _{-\infty }^{\infty }{\sqrt {\omega }}\cdot e^{-{\frac {i\omega ^{2}\cdot b}{4{\sqrt {b}}}}-{\frac {i\omega ^{2}}{4{\sqrt {b}}}}}\cdot e^{it\omega {\sqrt {b+1}}}\;d\omega }
{\displaystyle f(t)\;=\;A_{3}e^{-{\frac {it^{2}\cdot {\sqrt {b}}}{2}}}\int _{-\infty }^{\infty }{\sqrt {\omega }}\cdot e^{-{\frac {i\omega ^{2}(b+1)}{4{\sqrt {b}}}}}\cdot \left[\cos(t\omega {\sqrt {b\;+\;1}})\;+\;i\sin(t\omega {\sqrt {b\;+\;1}})\right]\;d\omega }
{\displaystyle f(t)\;=\;A_{3}e^{-{\frac {it^{2}\cdot {\sqrt {b}}}{2}}}\left[\int _{-\infty }^{\infty }{\sqrt {\omega }}\cdot e^{-{\frac {i\omega ^{2}(b+1)}{4{\sqrt {b}}}}}\cdot \cos(t\omega {\sqrt {b+1}})\;d\omega \;+\;i\int _{-\infty }^{\infty }{\sqrt {\omega }}\cdot e^{-{\frac {i\omega ^{2}(b\;+\;1)}{4{\sqrt {b}}}}}\cdot \sin(t\omega {\sqrt {b\;+\;1}})\;d\omega \right]}
Devido ao fato de a função cos(x) ser par e sin(x), ímpar, temos
{\displaystyle f(t)\;=\;A_{3}e^{-{\frac {it^{2}\cdot {\sqrt {b}}}{2}}}\left[2\int _{0}^{\infty }{\sqrt {\omega }}\cdot e^{-{\frac {i\omega ^{2}(b+1)}{4{\sqrt {b}}}}}\cdot \cos(t\omega {\sqrt {b\;+\;1}})\;d\omega \;+\;0\right]}
porque as funções x½ e e2 também são pares. Com uma substituição de variáveis
{\displaystyle f(t)\;=\;2A_{4}e^{-{\frac {it^{2}\cdot {\sqrt {b}}}{2}}}\int _{0}^{\infty }w\cdot (b\;+\;1)^{-{\frac {1}{4}}}\cdot e^{-{\frac {iw^{4}}{4{\sqrt {b}}}}}\cdot \cos(tw^{2})\cdot (b\;+\;1)^{-{\frac {1}{2}}}\cdot 2w\;dw\qquad |\;w\;=\;{\sqrt {\omega {\sqrt {b+1}}}}}
{\displaystyle f(t)\;=\;A_{5}e^{-{\frac {it^{2}\cdot {\sqrt {b}}}{2}}}\int _{0}^{\infty }w^{2}\cdot e^{-{\frac {iw^{4}}{4{\sqrt {b}}}}}\cdot \cos(tw^{2})\;dw}